# メルポメネ (小惑星)
メルポメネ (18 Melpomene) は、太陽系の比較的大きくて明るい小惑星のひとつ。火星と木星の間の軌道を公転している。ケイ酸塩と金属から組成されていると推測されている。

## 命名
メルポメネは1852年、イギリスの天文学者ジョン・ハインドにより発見された。
この名前はギリシア神話においてゼウスと記憶の女神ムネモシュネの間に生まれた娘達である文芸の女神ムーサの一柱で、悲劇を担当しているメルポメネに由来する。

## その他
1978年12月11日にメルポメネはSAO 114159を掩蔽したが、そのときの観測では衛星を持つ可能性があるとして、この衛星候補に対し仮符号 S/1978 (18) が付与された。
しかし1993年のハッブル宇宙望遠鏡による観測ではメルポメネの細長い形状は確認されたものの、衛星を持つことを確認することは出来なかった 。